# Liliana Mercado
Liliana Mercado Fuentes (* 22. Oktober 1988 in Atlacomulco, Bundesstaat México), auch bekannt unter ihrem Spitznamen Sully, ist eine mexikanische Fußballspielerin, die vorwiegend im Mittelfeld agiert.

## Leben
Weil der Frauenfußball in Mexiko zu jener Zeit nicht weit verbreitet war, begleitete die 13-jährige Liliana Mercado ihren Bruder zum Training. 
Mit 17 Jahren begann sie ihre Laufbahn bei einem Verein namens Real Soccer, der im Bundesstaat México beheimatet war, in dem Liliana Mercado seinerzeit lebte.
Als in der Apertura 2017 die Liga MX Femenil eingeführt wurde, wechselte die mexikanische Nationalspielerin zu den UANL Tigres, die mit 5 Meistertiteln (bis Ende 2022) die mit Abstand erfolgreichste Mannschaft der mexikanischen Frauenfußballliga sind. 
Nach der Saison 2020/21 wurde erstmals der „Balón de Oro“, der „Goldene Ball“, für die beste Spielerin der vergangenen Saison vergeben und Liliana Mercado wurde diese Auszeichnung zuteil.

## Erfolge

### Verein
- Mexikanischer Frauenfußballmeister: Clausura 2018, Clausura 2019, Apertura 2020, Clausura 2021, Apertura 2022

### Persönlich
- Beste Spielerin der Liga MX Femenil: 2020/21